# Biltzar
Biltzar è una parola della lingua basca che vuol dire "parlamento", "assemblea". 
La Biltzar Ttipia ("piccola commissione") fu l'organo governativo del partito Euskadiko Ezkerra.
Il nome del Parlamento Basco attuale è Eusko Legebiltzarra ("Assemblea Legislativa Basca").
Batzarre ha un significato simile, nonostante l'etimologia differente: biltzar deriva da bildu (unire), mentre batzar deriva da bate (unire, unificare).